# Хаки (Ахалцихский муниципалитет)
Хаки (груз. ხაკი), Хак (арм. Խակ) — село в Ахалцихском муниципалитете края Самцхе-Джавахети Грузии. Деревня в 8 км от города Ахалцихе. Деревню со всех сторон окружает лес. С внешним миром деревню соединяет единственная плохая дорога на Ахалцихе.

## Население
До 1945 года жили турки-месхетинцы. По данным переписи 2014 года, проведённой департаментом статистики Грузии, в селе живёт 70 человек, из которых 27 мужчин и 43 женщины. Большую часть населения составляют армяне — 98,6 %.
| Численность населения | Численность населения | Численность населения | Численность населения | Численность населения | Численность населения | Численность населения |
| 1915                  | 1950                  | 1970                  | 1990                  | 2002                  | 2014                  | 2015                  |
| --------------------- | --------------------- | --------------------- | --------------------- | --------------------- | --------------------- | --------------------- |
| 120                   | ↗250                  | ↗365                  | ↘300                  | ↘139                  | ↘70                   | ↘54                   |